# Église Sainte-Marie-Madeleine de Vendôme
Pour les articles homonymes, voir Église Sainte-Marie-Madeleine.
L'église Sainte-Marie-Madeleine, plus communément appelée église de la Madeleine, est une église catholique paroissiale située à Vendôme.

## Localisation
L'église est localisée en France en région Centre-Val-de-Loire dans le département du Loir-et-Cher sur la commune de Vendôme dans le centre de la ville.

## Historique

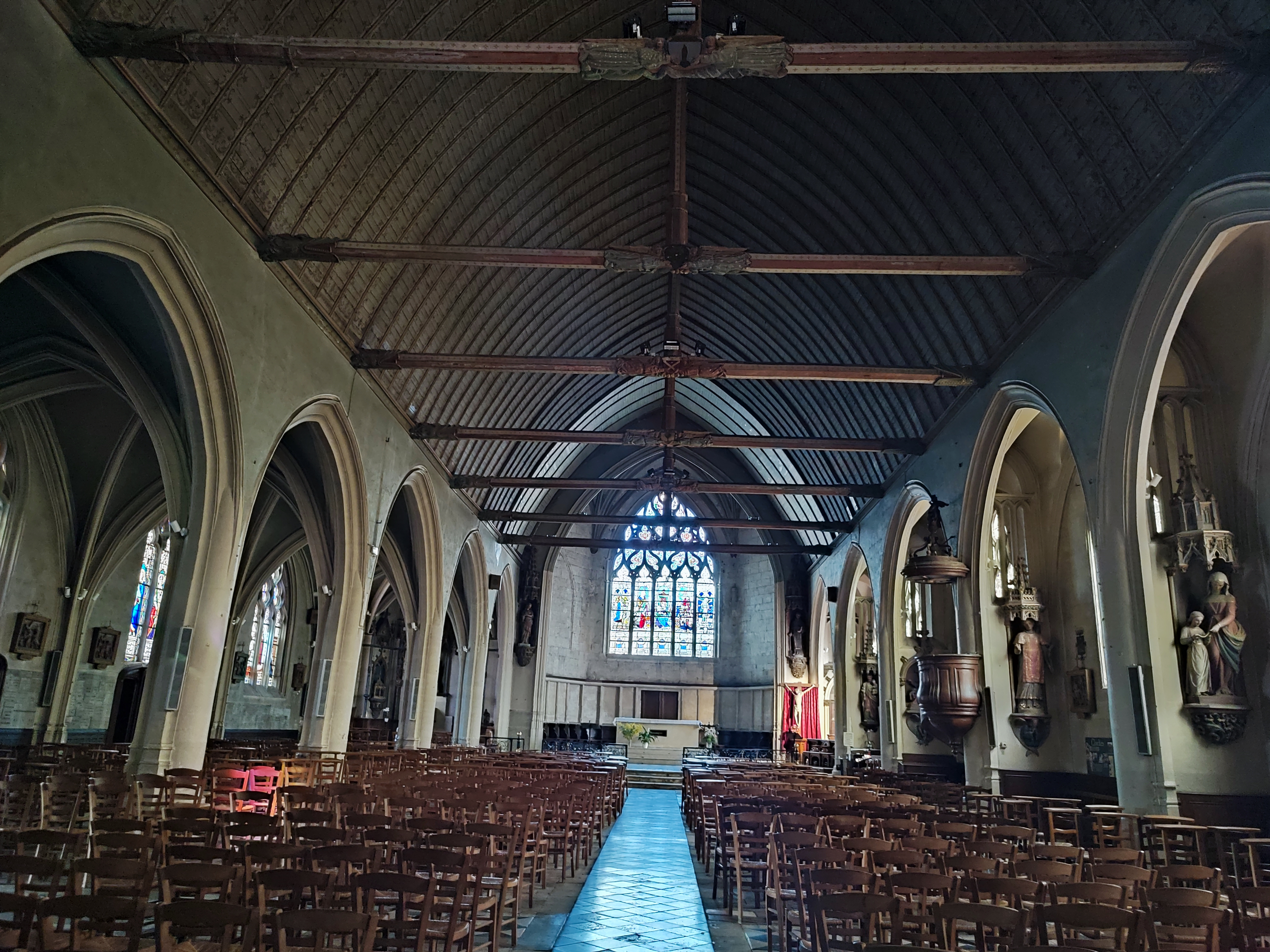
Intérieur de l'église, à gauche le bas-côté et à droite les chapelles.

Cette église fut fondée le 2 juin 1474 sur un terrain appartenant aux chanoines de la collégiale Saint-Georges du château par la volonté du comte de Vendôme, Jean de Bourbon, et au moyen de dons volontaires des habitants.
Cet accord de la part du comte pour édifier l'église nécessita la destruction de plusieurs maisons installées dans la rue Saint-Jacques.
L'église fut d'abord une simple succursale de l'église Saint-Martin, seule paroisse de la ville intra-muros. Ce premier édifice se composait d'une simple nef de 42 m de long et large de 13 m (nef actuelle), la partie basse du clocher est probablement contemporaine de cette première campagne de construction.

### Nouvelle paroisse
L'église est érigée en église paroissiale le 5 décembre 1487, la paroisse de Saint-Martin fut alors divisée en deux, l'un des deux curés de l'église Saint-Martin lui fut rattaché, et les meubles et vases sacrés furent aussi partagés. Cette érection en paroisse fut accompagnée de la construction de l'abside polygonale à trois pans (plus haute que la nef) et l'achèvement du clocher.
En 1523 est fondée une chapelle, à l'angle de la nef et du clocher, par Jacques Maslon, seigneur de Jupeaux.
En 1580 est ajouté un bas côté le long du mur nord de la nef, dans le prolongement de la chapelle Maslon.
Au début du XVIIe siècle, quatre chapelles d'environ 1 m de profondeur sont installées de l'autre côté du bas-côté nord, sur la face sud de la nef, le long de la rue Saint-Jacques.
En 1680 est fondée une autre chapelle le long de cette même rue à l'angle sud-ouest de l'église.
L'église servait de magasin de bois de chauffage durant la Révolution française. Elle fut vendue comme bien national le 17 mai 1795 pour 2 150 livres à plusieurs citoyens de la paroisse qui ne souhaitaient pas voir profanée l'église de leurs mariages et baptêmes. L'église fut rendue au culte durant le Concordat, en redevenant la seconde paroisse de la ville (la première étant la Trinité, Saint-Martin restant désaffectée ainsi que Saint-Lubin et Saint-Biéheuré).

## Description
L'église se compose d'un vaisseau central de 47 m de long sur 13 m de large, un collatéral de 6 m de large flanque la nef au nord, un chevet polygonal clot la nef à l'est. Le clocher à l'angle nord-ouest mesure 25 m de haut.